# Пелевина (деревня)
Пелевина — деревня  в Байкаловском районе Свердловской области. Входит в состав Байкаловского сельского поселения. Управляется Пелевинским сельским советом.

## География
Населённый пункт расположен в верховье реки Бобровка в 13 километрах на восток от села Байкалово — районного центра.

### Часовой пояс
Пелевина, как и вся Свердловская область, находится в часовой зоне МСК+2. Смещение применяемого времени относительно UTC составляет +5:00.

## Население
| 2002 | 2010 | 2021 |
| ---- | ---- | ---- |
| 432  | ↘365 | ↘307 |

## Инфраструктура
Деревня разделена на пять улиц (40 лет Победы, Новая, Производственная, Революции, Юбилейная), есть школа (МКОУ Пелевинская средняя общеобразовательная школа) и детский сад (МКДОУ Пелевинский детский сад «Колосок»).